# 蔵持不三也
蔵持 不三也（くらもち ふみや、1946年8月28日 - ）は、日本の文化人類学者。早稲田大学名誉教授。専門は、文化人類学・フランス民族学・歴史人類学。

## 経歴
出生から修学期
1946年、栃木県今市市（現・日光市）で生まれた。1965年、東京都立鷺宮高等学校を卒業し、早稲田大学第一文学部仏文専修に進学。1972年に卒業。パリ第4大学（ソルボンヌ大学）に留学し、マルセル・モースの高弟・アンドレ・ヴァラニャックに師事。1977年にEHESS修士課程（比較文化専攻）を修了。社会科学高等研究院（École des Hautes Études en Sciences Sociales）に移り、DEA課程(民族学専攻)を1979年に修了。1997年、学位論文『ペストの文化誌：ヨーロッパの民衆文化と疾病』を早稲田大学に提出して人間科学博士号を取得。
文化人類学者として
和光大学人文学部・早稲田大学第一文学部非常勤講師を経て、1987年に早稲田大学人間科学部助教授に就いた。1992年に同教授昇格。1999年、モンペリエ第3大学客員教授(～2000年)。2004年の学術院体制発足により、以降人間科学学術院教授。2017年に早稲田大学を定年退職し、名誉教授となった。学界ではヨーロッパ民族学会日本代表委員を務めた。
委員・役員ほか
- 早稲田大学評議員
- 早稲田大学国際医食文化研究所所長
- 早稲田文化人類学会会長

## 受賞・栄典
- 1986年：『インド＝ヨーロッパ諸制度語彙集I・II』（共訳）で日本翻訳出版文化賞を受賞。

## 研究内容・業績
専門は文化人類学。
門下生
- 嶋内博愛(武蔵大学教授)　ゼミ1期生
- 曺圭憲(韓国・祥明大学校教授)
- 出口雅敏(東京学芸大学教授)　ゼミ1期生
- 村田敦郎(北海道教育大学教授)

## 著書

### 単著
- 『祝祭の構図：ブリューゲル・カルナヴァル・民衆文化』ありな書房 1984
- 『異貌の中世：ヨーロッパの聖と俗』弘文堂 1986
- 『ワインの民族誌』筑摩書房(ちくまライブラリー) 1988
- 『シャリヴァリ：民衆文化の修辞学』同文舘 1991
- 『ペストの文化誌：ヨーロッパの民衆文化と疫病』朝日新聞社(朝日選書) 1995
- 『シャルラタン：歴史と諧謔の仕掛人たち』新評論 2003
- 『英雄の表徴：大盗賊カルトゥーシュと民衆文化』新評論 2011
- 『奇蹟と痙攣：近代フランスの宗教対立と民衆文化』言叢社 2019
- 『愚者と民衆文化：中世フランスの歴史人類学』柊風舎 2024

### 共編著・監修
- 『フランス・国境の地アルザス』編著、社会評論社 1990
- 『ドイツとフランスの高齢者』神崎厳共著、早稲田大学人間総合研究センター流動化社会と生活の質プロジェクト 1990
- 『食と健康の文化人類学』滝口直子・秋野晃司共編著、学術図書出版社 1995
- 『ヨーロッパの祝祭』レオン・マルケ,ジェニファー・M・ラス,エンツォ・スペーラ共著、編著、河出書房新社 1996
- 『ヴィジュアル版世界の神話百科 東洋編：エジプトからインド、中国まで』レイチェル・ストーム著、監修、原書房 2000
- 『巨石文化の謎』ジャン＝ピエール・モエン（フランス語版）著、監修、創元社 2000
- 『神話・象徴・イメージ』永澤峻・松枝到共編著、原書房 2003
- 『図説ヨーロッパ怪物文化誌事典』松平俊久共監修、原書房 2005
- 『エコ・イマジネール：文化の生態系と人類学的眺望』監修、嶋内博愛・出口雅敏・村田敦郎共著、言叢社 2007
- 『医食文化の世界』監修、松平俊久・松田俊介共著、早稲田大学国際医食文化研究所 2010
- 『医食の文化学』松田俊介共著、言叢社 2011
- 『ヨーロッパ民衆文化の想像力』伊東一郎・松平俊久共著、言叢社 2013
- 『神話で訪れる世界遺産』監修、ナツメ社、2015
- 『「あの世」の名画』監修、実業之日本社、2016
- 『文化の遠近法』嶋内博愛と共同監修、伊藤純・藤井紘司・山越英嗣編、言叢社 2017
- 『神話の教室』編著、ロム・インターナショナル 2020
- 『ギリシア神話の教室』編著、ロム・インターナショナル 2021
- 『世界神話』監修、世界文化社 2023
- 『神話の世界地図』監修、三才ブックス 2023
- 『北欧神話解剖図鑑』監修、エクスナレッジ 2024

### 訳書
- 『エネルギーの征服：成熟と喪失の文明史』アンドレ・ヴァラニャック著、新泉社 1979
- 『ヨーロッパの庶民生活と伝承』アンドレ・ヴァラニャック,マルト・ショロ＝ヴァラニャック著、白水社(文庫クセジュ) 1980
- 『肉体：伝統社会における慣習と知恵』フランソワーズ・ルークス（フランス語版）著、信部保隆共訳、社会評論社 1983
- 『世界考古学地図』デーヴィッド・ホワイトハウス（英語版）,ルース・ホワイトハウス共著、原書房 1984
- 『先史時代の宗教と芸術』アンドレ・ルロワ＝グーラン著、日本エディタースクール出版部 1985
- 『世界の根源：先史絵画・神話・記号』アンドレ・ルロワ＝グーラン著、聞き手アンリ・ロケ、言叢社 1985
  - 文庫化 ちくま学芸文庫 2019
- 『時間の歴史』ジャック・アタリ著、原書房 1986
  - 文庫化 ちくま学芸文庫 2022
- 『インド＝ヨーロッパ諸制度語彙集 I・II』エミール・バンヴェニスト著、共訳、言叢社 1986-1987
- 『農民の愛と性：新しい愛の歴史学』ジャン＝ルイ・フランドラン（英語版）著、野池恵子訳共訳、白水社 1989
- 『図説ヴァイキングの歴史』B・アルムグレン（英語版）著、原書房 1990
- 『図説パリ歴史物語』ミシェル・ダンセル（フランス語版）著、原書房　1991
  - 『図説・パリ歴史物語+パリ歴史小事典』ミシェル・ダンセル（フランス語版）著、原書房　1991
- 『新版スポーツの歴史』レイモン・トマ著、白水社(文庫クセジュ) 1993
- 『図説世界魔女百科』F・ヒメネス・デル・オソ（スペイン語版）著、杉谷綾子共訳、原書房 1997
- 『図説キリスト教文化事典』ニコル・ルメートル（フランス語版）,ヴェロニク・ソ,マリー＝テレーズ・カンソン著、原書房 1998
- 『図説ケルト文化誌』バリー・カンリフ（英語版）著、原書房 1998
- 『ヴィジュアル版図説世界の神話百科：ギリシア・ローマ／ケルト／北欧』松村一男・米原まり子共訳、原書房 1999
- 『南仏ロマンの謝肉祭：叛乱の想像力』エマニュエル・ル・ロワ・ラデュリ著、新評論 2000
- 『絵解き中世のヨーロッパ』フランソワ・イシェ著、原書房 2003
- 『世界秘儀秘教事典』エルヴェ・マソン（フランス語版）著、原書房 2006
- 『ヴィジュアル版 ラルース世界の神々・神話百科』フェルナン・コント著、原書房 2006
- 『図説人類の起源と移住の歴史：旧石器時代から現代まで』ラッセル・キング編、監訳、リリー・セルデン訳、柊風舎 2008
- 『図説蛮族の歴史』トマス・クローウェル（英語版）著、原書房 2009
- 『図説パリの街路歴史物語』ベルナール・ステファヌ著、原書房 2010
- 『世界の怪物・魔物文化図鑑』クリストファー・デル著、監訳、松平俊久訳、柊風舎 2010
- 『パリのメトロ歴史物語』ロジェ・ミケル著、原書房、2011
- 『世界の民族衣装文化図鑑』(I・II)パトリシア・リーフ・アナワルト（英語版）著、監訳、柊風舎 2011
  - 合本 2017年
- 『図説パリ魔界伝説』フィリップ・カヴァリエ（フランス語版）著、原書房 2012
- 『本の歴史文化図鑑』マーティン・ライアンズ（英語版）著、監訳、三芳康義訳、柊風舎 2012
- 『世界の文様歴史文化図鑑』ダイアナ・ニューオール,クリスティナ・アンウィン著、監訳、松平俊久訳、柊風舎 2012
- 『ラルース版 世界宗教大図鑑』アンリ・タンク（英語版）著ほか、原書房 2013
- 『世界の民族・国家興亡歴史地図年表』ジョン・ヘイウッド著、日本語版監修、柊風舎 2013
- 『街角の遺物・遺構から見たパリ歴史図鑑』ドミニク・レズロ著、編訳、原書房 2015
- 『世界の交易ルート大図鑑：陸・海路を渡った人・物・文化の歴史』フィリップ・パーカー著、嶋内博愛共訳、柊風舎 2015
- 『図説イスラーム百科』キャロル・ヒレンブランド（英語版）著、原書房 2016
- 『パリ地名大事典』ベルナール・ステファヌ著、原書房 2018
- 『赤の歴史文化図鑑』ミシェル・パストゥロー著、城谷民世共訳、原書房 2018
- 『パリ歴史文化図鑑』ドミニク・レスブロ著、原書房 2019
- 『世界の根源』アンドレ・ルロワ＝グーラン著、ちくま学芸文庫 2019
- 『図説ヨーロッパから見た狼の歴史』ミシェル・パストゥロー著、原書房 2019
- 『地図で見るドイツハンドブック』ミシェル・デシェ著、原書房 2020
- 『地図で見る世界の宗教』ティム・ダウリー著、柊風舎 2020
- 『地図とデータで見るSDGｓの世界ハンドブック』イヴェット・ヴェレ,ポール・アルヌー著、原書房 2020
- 『地図とデータで見るエネルギーの世界ハンドブック』ベルトラン・バレ（フランス語版）,ベルナデット・メレンヌ＝シュマケル（フランス語版）著、原書房 2020
  - 新版 2023年
- 『図説魔女の文化史』セリヌ・デュ・シェネ（フランス語版）著、 原書房 2021
- 『世界出来事年表』ジョン・ヘイウッド著、監訳、石井佑樹訳、柊風舎 2021
- 『写真と地図でたどるパリ歴史散歩』パスカル・ヴァレジカ著、原書房 2022
- 『地図とデータで見る国境問題の世界ハンドブック』ユゴー・ビヤール,フレデリック・アンセル著、原書房 2022
- 『時間の歴史』ジャック・アタリ著、ちくま学芸文庫、2022
- 『一角獣の文化史百科』ミシェル･パストゥロー,エリザベト・タビュレ=ドゥラエ著、原書房、2022
- 『地図とデータで見る資源の世界ハンドブック』ベルナデット・メレンヌ=シュマケル著、原書房、2022
  - 新版 2023年
- 『地図で見るキリスト教の歴史』ティム・ダウリー著、監訳、山越英嗣訳、柊風舎 2022
- 「地図で見るヨーロッパ・ハンドブック」フランク・テタール,ピエール＝アレクサンドル・ムニエ著、原書房 2022
- 『地図とデータで見る世界の森林ハンドブック』ジョエル・ブーリエ＆ ローラン・シモン 、原書房 2023
- 『ロシア地政学地図』デルフィヌ・パパン編、柊風舎 2023
- 『極北の人びとと暮らし』アンバー・リンカーンほか著、柊風舎 2024
- 『地図が語るアメリカ合衆国の歴史』ローリック・エヌトン著、柊風舎 2024
- 『地図とデータで見る宗教の世界ハンドブック』フランク・テタール（フランス語版）著、原書房 2024
- 『地図とデータで見る交通と輸送の世界ハンドブック』グザヴィエ・ベルニエ、原書房、2025年
- 『地図が語る地中化の歴史』フロリアン・ルイ、柊風舎、2025年